# 國家發明創作獎
國家發明創作獎，一年一度由中華民國經濟部智慧財產局所主辦。參選人單項最高獎助金達新台幣45萬元，總獎助金高達新台幣1,375萬元的發明創作獎項。